# Георге Крайовяну
Георге Крайовяну (рум. Gheorghe Craioveanu, нар. 15 лютого 1968, Хунедоара) — румунський футболіст, що грав на позиції нападника.
Виступав, зокрема, за клуби «Вільярреал» та «Хетафе», а також національну збірну Румунії.
Чемпіон Румунії. Дворазовий володар Кубка Румунії.

## Клубна кар'єра
У дорослому футболі дебютував 1988 року виступами за команду клубу «Конструкторул» (Слатіна), в якій провів один сезон, взявши участь у 20 матчах чемпіонату.
Згодом з 1989 по 1998 рік грав у складі команд клубів «Металургистул» (Слатіна), «Дробета», «Університатя» (Крайова) та «Реал Сосьєдад». Протягом цих років виборов титул чемпіона Румунії, ставав володарем Кубка Румунії (двічі).
Своєю грою за останню команду привернув увагу представників тренерського штабу клубу «Вільярреал», до складу якого приєднався 1998 року. Відіграв за вільярреальський клуб наступні чотири сезони своєї ігрової кар'єри. Більшість часу, проведеного у складі «Вільярреала», був основним гравцем атакувальної ланки команди.
У 2002 році перейшов до клубу «Хетафе», за який відіграв 4 сезони. Граючи у складі «Хетафе» також здебільшого виходив на поле в основному складі команди. Завершив професійну кар'єру футболіста виступами за команду «Хетафе» у 2006 році.

## Виступи за збірну
У 1993 році дебютував в офіційних матчах у складі національної збірної Румунії. Протягом кар'єри у національній команді, яка тривала 7 років, провів у формі головної команди країни 25 матчів, забивши 4 голи.
У складі збірної був учасником чемпіонату світу 1998 року у Франції.

## Титули і досягнення

### Командні
- Чемпіон Румунії (1):

«Університатя» (Крайова): 1990-91
- Володар Кубка Румунії (2):

«Університатя» (Крайова): 1990-91, 1992-93

### Особисті
- Найкращий бомбардир Чемпіонату Румунії: 1993-94 (22), 1994-95 (27)